# 本多恵隆
本多 恵隆（ほんだ えりゅう、1876年（明治9年）10月30日 - 1944年（昭和19年）5月18日）は、長野県出身の西本願寺（浄土真宗本願寺派本山）の僧。大谷光瑞が中央アジアに派遣した第一次大谷探検隊（1902年 - 1904年）に加わった。

## 生涯
- 1876年（明治9年）10月30日 - 長野県上高井郡山田村（現・高山村桝形）の龍甲山徳正寺にて、父・法運、母・初衣との間に生まれる。幼名、隆麿。
- 1890年（明治23年） - 高等小学校卒業後、西本願寺の文学寮に入学する。
- 1894年（明治27年） - 文学寮本科課程を卒業し、得度する。
- 1898年（明治31年） - 北アメリカ出張。
- 1899年（明治32年） - 大谷光瑞の清国巡遊に随行。イギリス・オランダ留学。
- 1900年（明治33年） - 大谷光瑞の北極旅行に随行。
- 1901年（明治34年） - 留学中の他の僧侶とともにパリに集結。
- 1902年（明治35年） - 第1次大谷探検隊、ロンドンを出発。
- 1903年（明治36年） - ネパール、カルカッタ、ボンベイ、東南アジアを調査の後、帰国。
- 1904年（明治37年） - 月原美寿と結婚。
- 大正～昭和 - 西本願寺の執行長等を歴任。
- 1944年（昭和19年）5月18日 - 京都にて死去。68歳。法名は超勝院釈恵隆。